# Даниил Сисанийски
Даниил (на гръцки: Δανιήλ) е гръцки духовник от XVII век.

## Биография
Даниил е споменат три пъти като епископ на Сисанийската епархия в Македония – в 1624, 1647 и 1652 година. През февруари 1624 година неговият подпис, заедно с подписите на други охридски йерарси, е положен в писмо на проуниатския охридски архиепископ Порфирий Палеолог до папа Урбан VIII. В 1647 година е споменат в ктиторския надпис в катедралната църква „Свети Димитър“ в Сятища. В 1652 година е споменат в ктиторски надпис в Дряновския манастир „Преображение Господне“. При управлението му в епархията преобладава прозападен климат, видим в изкуството от времето.